# Benjaminfikus
Benjaminfikus (Ficus benjamina) är en art i fikussläktet och familjen mullbärsväxter som växter naturligt i Sydostasien. I naturligt tillstånd är det ett träd som kan bli upp till 30 meter högt. På Kungliga Botaniska Trädgården, utanför staden Kandy, på Sri Lanka finns en benjaminfikus från 1600-talet.

## Som krukväxt
Benjaminfikusen är en mycket populär krukväxt i Sverige, mestadels beroende på att den är en relativt lättskött växt som klarar av att växa trots dåliga växtförhållanden. Arten vill dock stå ljust, och har en benägenhet att drabbas av växtsjukdomar som spinn, trips, ullöss och sköldlöss. Den brukar tappa bladen under höst och vinter för att sedan få nya till våren och sommaren. Benjaminfikusen är även en ganska vanlig krukväxt i offentliga lokaler som väntrum, bibliotek och entréhallar. Fikusar har i försök konstaterats ta upp och binda giftiga ämnen ur luften, exempelvis bensen, formaldehyd och xylen/toluen.
Skötselråd
Läge: Ljust, men inte i direkt solljus. Trivs bra i rumstemperatur, men gärna något svalare under vintern. Dock ej i drag eller temperaturer under 16 grader celsius.
Blomning: Benjaminfikusens frukt är ofta omtyckt av fåglar. Dock blommar den väldigt sällan på svenska breddgrader.
Vattning: Jorden bör vara fuktig, men inte blöt. Vid övervattning är det vanligt att den tappar sina blad. Duschning är inte nödvändig, men den uppskattar ändå en liten dusch då och då.
Gödning: Under sommaren tillsätts näring i vattnet var fjortonde dag. På vintern räcker det med näring en gång i månaden.
Jord: Vanlig jord för krukväxter fungerar bra. Se gärna till att den är väl dränerad.
Förökning: 10 centimeter långa toppar kan användas som sticklingar och kan sättas direkt i rumstempererad jord.

## Allergi mot benjaminfikus
Allergi förekommer mot bladsaften från denna växt. Korsallergi förekommer.

## Galleri

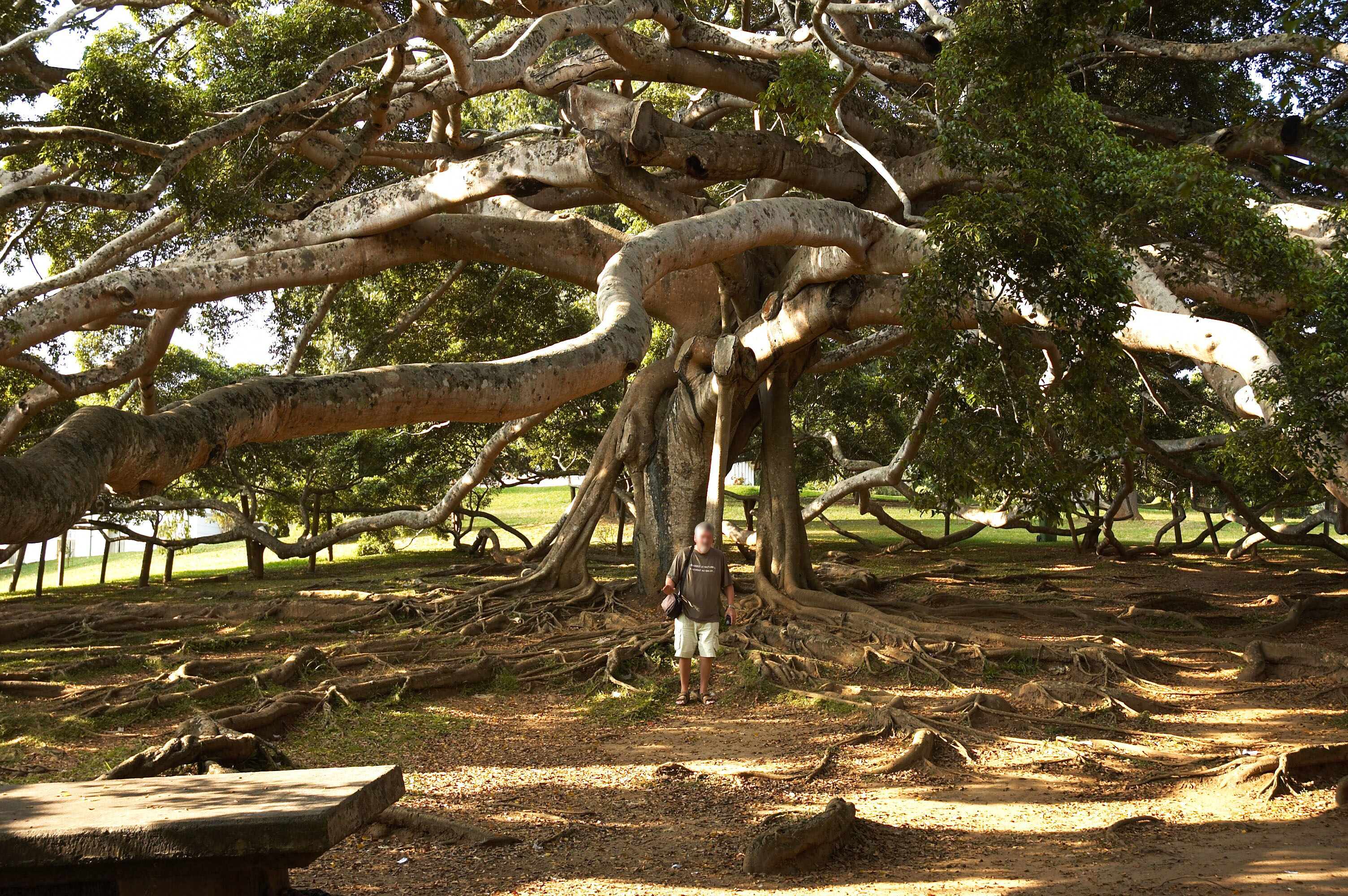
Ett jätteexemplar av Benjaminfikus i Kungliga Botaniska Trädgården, Sri Lanka